# Pyrrhulina melanostoma
Pyrrhulina melanostoma és una espècie de peix de la família dels lebiasínids i de l'ordre dels caraciformes.

## Hàbitat
És un peix d'aigua dolça i de clima tropical.

## Distribució geogràfica
Es troba a Sud-amèrica: l'Argentina.